# 陈妫

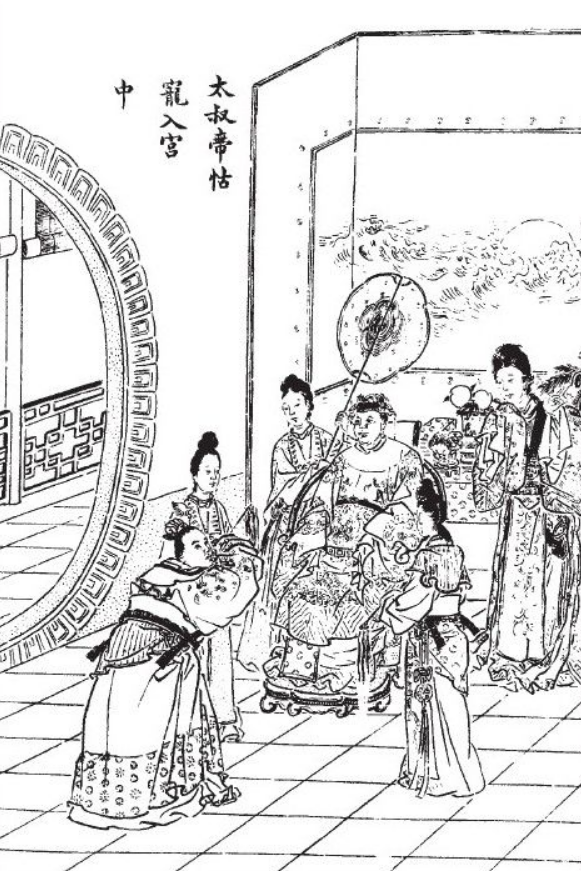
小说《东周列国志》插画：太叔带怙宠入宫中；坐者为陈妫。

陳媯（？—？），或稱周惠后，陈国人，妫姓，生卒不详。同時也是周惠王的王后，周襄王、王子带的母亲。前676年，虢公、晋献公、郑厉公派原庄公到陈国迎娶王后。惠后晚年宠爱幼子王子带，打算立他为周天子，但没来得及做这件事，惠后就去世了。太子郑即位为周襄王。襄王十八年（前635年），王子带驱逐周襄王到郑国，自立为王。晋文公出兵杀王子带，护送襄王回国。